# 腹帶站
腹帶站（日语：／ Haratai eki */?）是位於岩手縣宮古市腹帶，東日本旅客鐵道（JR東日本）的山田線車站。

## 歷史
- 1934年（昭和9年）11月6日：車站啟用[1]。
- 1946年（昭和21年）11月26日：風災與水災的影響下，山田線不能通行。
- 1953年（昭和28年）3月25日：此站以東路段重開[1]。
- 1954年（昭和29年）11月21日：此站以西路段重開，全線重開[1]。
- 1971年（昭和46年）8月15日：成為無人車站。
- 1987年（昭和62年）4月1日：伴隨國鐵分割民營化，車站由東日本旅客鐵道（JR東日本）營運[1]。

## 車站構造
車站是一座地面車站，設有1面1線的單式月台。此站是無人車站，站內設有候車室。

## 車站周邊
- 腹帶簡易郵局
- 國道106號（日语：国道106号）
- 岩手縣北巴士（日语：岩手県北自動車）「腹帶」巴士站
- 新里地域巴士（日语：新里地域バス）「腹帶站前」巴士站

## 相鄰車站
東日本旅客鐵道（JR東日本）
■山田線
□快速「谷灣」
通過
■普通
陸中川井－腹帶－茂市

## 注腳
1. 1 2 3 4 5  曾根悟（監修）. 朝日新聞出版分冊百科編集部（編集） , 编. . 週刊朝日百科. 21号 釜石線・山田線・岩泉線・北上線・八戸線. 朝日新聞出版. 2009-12-06: 18-19 （日语）.

## 外部連結
- 車站資訊（腹帶）：東日本旅客鐵道（日語）